# Patrycja Balcerzak
Patrycja Balcerzak (* 1. Januar 1994 in Sieradz) ist eine ehemalige polnische Fußballspielerin, die von 2011 bis 2021 auch für die Nationalmannschaft spielte.

## Karriere

### Vereine
Balcerzak spielte im Seniorinnenbereich zunächst von Saisonbeginn 2010/11 bis zum Ende der Hinrunde der Saison 2012/13 für Pogoń Stettin in der Ekstraliga Kobiet, der höchsten Spielklasse im polnischen Frauenfußball. Da der Verein sich aus dem Spielbetrieb zurückgezogen hatte, fand sie ihren neuen Verein in Konin. In der Rückrunde der Saison 2012/13 bis zum Saisonende 2017/18 war sie für Medyk Konin in der Ekstraliga Kobiet aktiv, danach eine Saison lang für den Ligakonkurrenten Górnik Łęczna, bevor sich ihr die Möglichkeit bot das erste Mal im Ausland zu spielen.
Von 2019 bis 2022 spielte sie in  Deutschland für den Bundesligisten SC Sand. Ihr Pflichtspieldebüt erfolgte zum Saisonstart der Bundesliga am 18. August 2019 bei der 0:1-Niederlage gegen den VfL Wolfsburg. Ihr erstes Bundesligator erzielte sie am 13. Oktober 2019 (6. Spieltag) beim 3:0-Sieg im Heimspiel gegen den 1. FFC Frankfurt mit dem Treffer zum Endstand in der Nachspielzeit.
Die Saison 2022/23 war sie in Spanien für Sporting Huelva in der Primera División aktiv, bevor sie nach Polen zurückkehrte. Seit der Saison 2023/24 spielt sie für den UKS SMS Lódź.

### Nationalmannschaft
Für die angestrebte Teilnahme an der vom 22. bis 28. Juni 2010 in der Schweiz vorgesehenen Europameisterschaft kam sie in jeweils drei Spielen der ersten und zweiten Qualifikationsrunde zum Einsatz. Ihr Debüt erfolgte am 22. Oktober 2009 in Rzeszów beim 2:0-Sieg über die U17-Nationalmannschaft Bulgariens. Im Folgejahr bestritt sie erneut alle sechs EM-Qualifikationsspiele, in denen sie drei Tore erzielte. Ihr erstes gelang ihr am 14. Oktober 2010 im ersten Spiel der ersten Qualifikationsrunde in Salaspils beim 9:0-Sieg über die U17-Nationalmannschaft Aserbaidschans mit dem Treffer zur 1:0-Führung in der neunten Minute. Zwei Tage später gelangen ihr drei Tore beim 11:0-Sieg im Spiel gegen die U17-Nationalmannschaft Lettlands an selber Spielstätte.
Für die U19-Nationalmannschaft bestritt sie elf Länderspiele, alle im Rahmen der jeweiligen Qualifikationen für die altersbezogenen und in Italien, der Türkei und in Wales vorgesehenen EM-Endrunden 2011, 2012 und 2013. 
Für die A-Nationalmannschaft bestritt sie 51 Länderspiele, in denen sie fünf Tore erzielte. Über die sich jährlich wiederholenden Freundschafts- (8 Spiele), EM- (18 Spiele, 1 Tor) und -WM-Qualifikationsspiele (14 Spiele, 2 Tore) hinaus nahm sie mit ihrer Mannschaft auch dreimal an internationalen Turnieren teil. Sie gehörte der Mannschaft an die im Turnier um den Istrien-Cup 2015 bis ins Finale vorstieß und das am 11. März in Poreč mit dem 2:0-Sieg über die Nationalmannschaft der Slowakei auch gewann; sie brachte ihre Mannschaft in der zwölften Minute mit 1:0 in Führung. Sie nahm am Turnier um den Zypern-Cup 2016 teil, kam in allen drei Spielen der Gruppe B – und mit ihrer Mannschaft als Sieger dieser – auch am 9. März in Larnaka bei der 1:2-Niederlage im Finale gegen die Nationalmannschaft Österreichs zum Einsatz. Im Turnier um den Algarve-Cup 2019 bestritt sie beide Spiele der Gruppe B (1 Tor) und das am 6. März in Parchal mit 0:3 verlorene Finale gegen die Nationalmannschaft Norwegens.

## Erfolge
Nationalmannschaft
- Algarve-Cup-Finalist 2019
- Zypern-Cup-Finalist 2016
- Istrien-Cup-Sieger 2015

Górnik Łęczna
- Polnischer Meister 2019

Medyk Konin
- Polnischer Meister 2015, 2017
- Polnischer Pokal-Sieger 2017